# Marius Adamonis
Marius Adamonis (Panevėžys, 13 de mayo de 1997) es un futbolista lituano. Juega de portero y su equipo es el F. C. Südtirol de la Serie B de Italia.

## Trayectoria
Fichó por la S. S. Lazio en 2017 proveniente del FK Atlantas. En su primer año en el club fue enviado a préstamo a la U. S. Salernitana 1919. Debutó en Italia el 7 de octubre de 2017 ante el Ascoli.

## Selección nacional
Adamonis fue internacional en categorías inferiores por Lituania.
Fue citado a la selección de Lituania en junio de 2019 por la clasificación para la Eurocopa de 2020 pero no debutó. Su estreno se produjo en noviembre de 2022 en el partido por el tercer y cuarto puesto de la Copa Báltica ante Estonia.

## Clubes
| Club                   | País     | Año           |
| ---------------------- | -------- | ------------- |
| FK Atlantas            | Lituania | 2015-2016     |
| S. S. Lazio            | Italia   | 2017-2024     |
| U. S. Salernitana 1919 | Italia   | 2017-2018     |
| Casertana F. C.        | Italia   | 2018-2019     |
| U. S. Catanzaro 1929   | Italia   | 2019-2020     |
| Sicula Leonzio         | Italia   | 2020          |
| U. S. Salernitana 1919 | Italia   | 2020-2021     |
| A. C. Perugia Calcio   | Italia   | 2023-2024     |
| Catania F. C.          | Italia   | 2024-2025     |
| F. C. Südtirol         | Italia   | 2025-presente |